# دانلد کیت (بازیگر)
دانلد کیت (انگلیسی: Donald Keith؛ ۶ سپتامبر ۱۹۰۳ – ۱ اوت ۱۹۶۹) بازیگر فیلم‌های صامت اهل کشور ایالات متحده آمریکا بود. نام اصلی وی فرانسیس فینی می‌باشد.
از فیلم‌هایی که وی در آن نقش داشته است می‌توان به محموله ویژه و عصر پلاستیک اشاره کرد.